# Adelaide Productions
 (avril 2019).
Adelaide Productions est la division animation de Sony Pictures Television. Le studio a été fondé le 12 avril 1993 par Columbia Pictures Television. Il est à l'origine de nombreuses séries d'animation de la fin des années 1990 et du début des années 2000, tel Jumanji, Extreme Ghostbusters ou Jackie Chan Adventures.
En 2019, Adelaide Productions n'a pas réalisé de nouvelles séries d'animation depuis 2014.

## Filmographie
- Jumanji (1996-1999)
- Project G.e.e.K.e.R (1996)
- Extreme Ghostbusters (1997)
- Men in Black (1997-2002)
- Godzilla, la série (1998-2000)
- Dilbert (1999-2000)
- Starship Troopers (1999-2000)
- Dragon Tales (1999-2005)
- Rusty le robot (1999-2001)
- Jackie Chan (2000-2005)
- Spider-Man : Les Nouvelles Aventures (2003)
- Stuart Little (2003)
- The Boondocks (2005-2014)
- The spectacular Spider-Man (2008-2009)
- Sit Down, Shut Up (2009)